# Villa Vallmogård

Villa Vallmogård är en villa i jugendstil i Grankulla stad i Storhelsingfors, landskapet Nyland. 
Villan ligger mellan Helsingforsvägen och Kavallvägen, nära Grankulla kyrka. Byggnaden har ritats av Lars Sonck och blev klar 1907. Villan byggdes för författaren Mikael Lybeck på en tomt som han köpte av sin vän Janne Thurman.. Till en början var fasaden gjord av tegel Lybeck hann bo i huset i cirka 20 år innan sin död 1925 och familjen bodde kvar till 1948. Då såldes byggnaden till Krigsinvalidernas brödraförbund som använde byggnaden som vårdhem för hjärnskadade under sju år. Efter det köpte Grankulla köping byggnaden, som fungerade som köpingskansli i tjugo år. Villan byggdes om till kulturcentrum år 1982 och är fortfarande i stadens ägo. Nu används byggnaden bland annat av Grankulla musikinstitut. Salen används som konsertsal och andra utrymmen används bland annat för seminarier. Jugendinredningen från familjen Lybecks tid har bevarats; dessutom finns hela Mikael Lybecks litterära produktion i huset. Villa Vallmogård finns med i Museiverkets lista över Nationellt viktiga kulturhistoriska miljöer sedan 1993.